# Demetrio Madero
Demetrio Madero García (n. San José del Valle (Nayarit), Nayarit; 22 de diciembre de 1960) es un exfutbolista y entrenador mexicano que se desempeñaba en la posición de defensa central. Jugó para el Club Deportivo Guadalajara.

## Jugador
Demetrio Madero inició su carrera como jugador en 1976 en la Segunda división mexicana con el Club Deportivo Tapatío. Un año más tarde llegó al primer equipo del CD Guadalajara, donde militó toda su carrera hasta 1992.
Con la Selección de fútbol de México debutó el 14 de febrero de 1989 y sólo jugó 2 encuentros, acumulando 154 minutos.

## Entrenador
Como entrenador debutó el 17 de octubre de 2002 en un partido América - Querétaro, dirigiendo a los Gallos Blancos que perderían 3-1 en esa ocasión.
Madero ya había dirigido antes de forma interina al Guadalajara y también fue auxiliar de entrenadores como Alberto Guerra, el argentino Osvaldo Ardiles y el holandés Leo Beenhakker.
En la Primera división 'A' mexicana dirigió a los Correcaminos de la UAT, Alacranes de Durango y La Piedad.

## Clubes como entrenador
| Club         | País   | Año         |
| ------------ | ------ | ----------- |
| Guadalajara  | México | 1992 - 1993 |
| Querétaro FC | México | 2002 - 2003 |

## Palmarés

### Como jugador
| Título                    | Club                       | País   | Año     |
| ------------------------- | -------------------------- | ------ | ------- |
| Primera división mexicana | Club Deportivo Guadalajara | México | 1986-87 |